# Taddesse Tamrat
 (avril 2024).
La mise en forme du texte ne suit pas les recommandations de Wikipédia : il faut le « wikifier ».
Les points d'amélioration suivants sont les cas les plus fréquents. Le détail des points à revoir est peut-être précisé sur la page de discussion.
- Les titres sont pré-formatés par le logiciel. Ils ne sont ni en capitales, ni en gras.
- Le texte ne doit pas être écrit en capitales (les noms de famille non plus), ni en gras, ni en italique, ni en « petit »…
- Le gras n'est utilisé que pour surligner le titre de l'article dans l'introduction, une seule fois.
- L'italique est rarement utilisé : mots en langue étrangère, titres d'œuvres, noms de bateaux, etc.
- Les citations ne sont pas en italique mais en corps de texte normal. Elles sont entourées par des guillemets français : « et ».
- Les listes à puces sont à éviter, des paragraphes rédigés étant largement préférés. Les tableaux sont à réserver à la présentation de données structurées (résultats, etc.).
- Les appels de note de bas de page (petits chiffres en exposant, introduits par l'outil «  Source ») sont à placer entre la fin de phrase et le point final[comme ça].
- Les liens internes (vers d'autres articles de Wikipédia) sont à choisir avec parcimonie. Créez des liens vers des articles approfondissant le sujet. Les termes génériques sans rapport avec le sujet sont à éviter, ainsi que les répétitions de liens vers un même terme.
- Les liens externes sont à placer uniquement dans une section « Liens externes », à la fin de l'article. Ces liens sont à choisir avec parcimonie suivant les règles définies. Si un lien sert de source à l'article, son insertion dans le texte est à faire par les notes de bas de page.
- La présentation des références doit suivre les conventions bibliographiques. Il est recommandé d'utiliser les modèles {{Ouvrage}}, {{Chapitre}}, {{Article}}, {{Lien web}} et/ou {{Bibliographie}}. Le mode d'édition visuel peut mettre en forme automatiquement les références.
- Insérer une infobox (cadre d'informations à droite) n'est pas obligatoire pour parachever la mise en page.

Pour une aide détaillée, merci de consulter Aide:Wikification.
Si vous pensez que ces points ont été résolus, vous pouvez retirer ce bandeau et améliorer la mise en forme d'un autre article.
Taddesse Tamrat (amharique : ታደሰ ታምራት ; 4 août 1935 - 23 mai 2013), était un historien éthiopien et spécialiste des études éthiopiennes. Son ouvrage le plus connu s'intitule Église et État en Éthiopie 1270-1520 (1972, Oxford University Press  (ISBN 0198216718)), et représente une œuvre majeure du domaine des études éthiopiennes.

## Biographie
Taddesse Tamrat est né à Addis-Abeba dans une famille de clercs de l'Église orthodoxe éthiopienne. Son éducation s'est faite à travers le système traditionnel de l'Église orthodoxe éthiopienne, où il a été ordonné diacre. Jeune, il étudie à la Cathédrale de la Sainte-Trinité à Addis-Abeba, malgré l'insistance de son père pour une école religieuse plus traditionnelle où il apprendrait mieux la langue ge'ez. Il retourne à Addis-Abeba et obtient un baccalauréat ès arts en histoire à l'Université Haile Selassie I en 1962. Par la suite, il reçoit une bourse pour l'École d'études orientales et africaines à Londres où il obtient un doctorat en histoire. Étudiant, il y présente un document de séminaire contenant quelques notes sur l'Abba Estifanos de Gwendagwende du XVe siècle dans l'Église éthiopienne, qui, sur les conseils de ses mentors Roland Oliver et Edward Ullendorff, est soumis et publié dans Rassegna di studi etiopici. Ce premier article publié hors de l'Ethiopie permet ainsi d'apprécier sa riche connaissance des sources orthodoxes éthiopiennes traditionnelles et son interaction avec le monde universitaire au sens large.
Plus tard, Tadesse Tamrat enseigne l'histoire à l'Université Haile Selassie I (devenue Université d'Addis-Abeba après la révolution de 1974). Il devient directeur de l'Institut d'études éthiopiennes de l'université et participe activement à l'organisation des réunions de la Conférence internationale des études éthiopiennes.
Il reçoit la Médaille d'honneur du Collège de France et est nommé membre honoraire de l'École des études orientales et africaines. Le département des manuscrits de l'Institut d'études éthiopiennes a été nommé en son honneur. Son mariage avec sa femme Almaz reste admiré de tous.
Durant les dernières années de vie, Taddesse Tamrat est alité à l'hôpital de Chicago. Son épouse décède à 45 ans en juillet 2012. Il décède à son tour le 23 mai 2013, endeuillant ses trois filles.